# 新不伦瑞克元
新不伦瑞克元（英語：New Brunswick dollar），是新不伦瑞克省使用的货币，使用时间为1860年至1867年。新不伦瑞克元取代英镑成为当地货币，汇率为1英镑=4新不伦瑞克元 ，1新不伦瑞克元=5先令，它的汇率与加拿大元等值。后来新不伦瑞克省加入加拿大联邦，加拿大元取代了新不伦瑞克元。

## 硬币

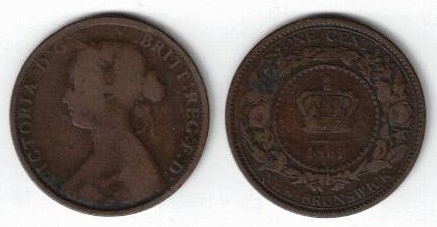
一分硬币

1861年-1864年发行了0.5分、1 分、5 分、10分、20分硬币。0.5分、1分硬币用青铜铸造，其他面额用银铸造。因为新不伦瑞克省的英镑汇率与新斯科舍省不同，所以0.5分的硬币对新斯科舍省来说显得多余，皇家铸币厂根本就不需要铸造0.5分硬币。后来0.5硬币被回收熔化，所以市面上0.5分的硬币很少。

## 纸币
纸币由四家特许银行发行，分别是新不伦瑞克银行、新不伦瑞克中央银行、新不伦瑞克商业银行和新不伦瑞克人民银行。发行的面额为1元、2元、3元、4元、5元、8元、10元、20元、50元和100元。新不伦瑞克商业银行也发行过汇率与英镑和先令相同的纸币。加拿大联邦成立后，新不伦瑞克银行和新不伦瑞克人民银行继续发行特许银行纸币。